# Monumenta

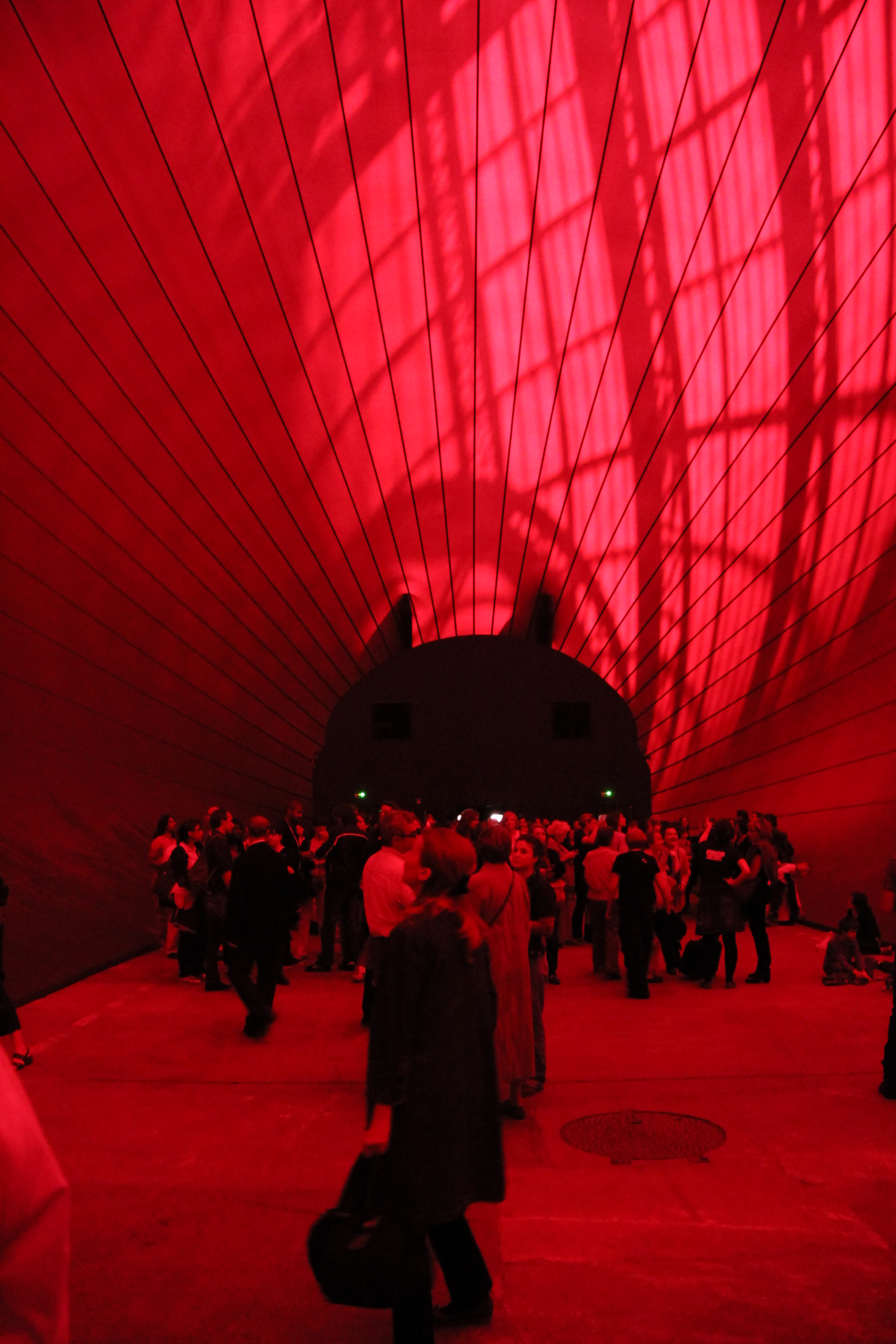
Leviathan de Anish Kapoor, participant en 2011

Monumenta est une exposition d'art contemporain qui se tient dans la nef du Grand Palais à Paris en France. Après s'être tenue annuellement (sauf exceptions) entre 2007 et 2014, l'exposition doit se tenir uniquement les années paires à partir de l'année 2014. Monumenta est organisée à l'initiative du Ministère de la Culture et de la Communication, et coproduite par le Centre national des arts plastiques (CNAP) et la Réunion des musées nationaux-Grand Palais.

## Principe
Monumenta consiste à proposer à un artiste contemporain d'investir l'espace de la nef du Grand Palais, à Paris avec une œuvre conçue spécialement pour l'occasion. Cette nef, d'une superficie de 13 500 m2 et d'une hauteur maximale de 45 m, autorise l'exposition d'œuvres de très grandes dimensions.
L'exposition s'est tenue une fois par an depuis 2007 (avec deux interruptions en 2009 et 2013). Les artistes participants sont :
| Année | Artiste                | Pays        | Titre de l'exposition |
| ----- | ---------------------- | ----------- | --------------------- |
| 2007  | Anselm Kiefer          | Allemagne   | Chute d'étoiles       |
| 2008  | Richard Serra          | États-Unis  | Promenade             |
| 2010  | Christian Boltanski    | France      | Personnes             |
| 2011  | Anish Kapoor           | Royaume-Uni | Leviathan             |
| 2012  | Daniel Buren           | France      | Excentrique(s)        |
| 2014  | Emilia et Ilya Kabakov | Russie      | L'Étrange Cité        |
| 2016  | Huang Yong Ping        | Chine       | Empires               |

## Éditions

### Anselm Kiefer (2007)
En 2007, Anselm Kiefer est le premier artiste participant à la manifestation. Son installation, composée d'un ensemble d'œuvres, Chute d'étoiles, est ouverte au public du 30 mai au 8 juillet 2007 ; elle attire plus de 135 000 visiteurs.

### Richard Serra (2008)
En 2008, Richard Serra expose Promenade. L'œuvre est composée de cinq plaques d'acier, chacune mesurant 17 m de haut et 4 m de large, pour un poids de 75 tonnes. Elles sont installées verticalement, légèrement inclinées d'un peu plus d'1° d'angle par rapport à la verticale. Les cinq plaques sont disposées sur toutes la longueur de la nef ; si elles sont espacées régulièrement, elles sont en revanche décentrées par rapport à l'axe du bâtiment. Leur mise en place a nécessité la consolidation du sol du Grand Palais.
Entre le 7 mai et le 15 juin, l'exposition attire 142 000 visiteurs.

### Christian Boltanski (2010)
En 2010, après un an d'interruption (en raison de la présentation de La Force de l'Art 02), Christian Boltanski conçoit l'installation intitulée Personnes. Il s'agit d'une installation visuelle et sonore. 69 espaces rectangulaires sont alignés sur trois rangées le long de la nef ; chacun de ces espaces est recouvert de vêtements posés à plat au sol, face contre terre. Au centre de la nef se trouve une montagne de vêtements ; à son sommet, un grappin prélève quelques-uns de ces vêtements, les soulève dans les airs avant de les relâcher. Dans tout l'espace, des haut-parleurs diffusent l'enregistrement des battements de cœurs, évoquant aussi le bruit des trains sur leurs rails.
L'édition se déroule du 13 janvier au 21 février 2010, sous la responsabilité de Catherine Grenier (commissaire d'exposition). La manifestation attire 149 717 visiteurs

### Anish Kapoor (2011)
En 2011, Anish Kapoor crée Leviathan. L'œuvre est une sculpture monumentale en PVC rouge gonflé, de 12 tonnes, d'une hauteur maximale de 35 m et d'un volume de 72 000 m3. La sculpture est composée de quatre espace de forme sphérique ou ovoïde.                                            Un seul de ces espaces est accessible au public, les trois autres sont seulement accessibles au regard. Les visiteurs pénètrent tout d'abord à l'intérieur de la sculpture, éclairée de l'extérieur. En en sortant, ils ont la possibilité de la découvrir de l'extérieur, dans la nef du Grand Palais.
Dans le cadre de cette exposition et de la célébration de la fête de la musique, le compositeur et DJ Richie Hawtin est invité à réaliser une performance musicale destinée à illustrer Leviathan.
L'œuvre est exposée du 11 mai au 23 juin 2011 ; l'édition de Monumenta étant sous la responsabilité de Jean de Loisy (commissaire d'exposition). Elle connait un très grand succès public avec 277 687 visiteurs au total.

### Daniel Buren (2012)
En 2012, Daniel Buren crée Excentrique(s), une installation de 377 disques translucides suspendus horizontalement entre 2,50 et 2,90 m au-dessus du sol. Chaque cercle, entre 2 et 6,50 m de diamètre, est composé en plus de fer, d'une matière plastique bleue, jaune, rouge, verte ou par moments, l'on peut apercevoir un semblant de rose et de vert anis. L'ensemble remplit presque entièrement le site, excepté sous la coupole centrale, où sont disposés sur le sol des cercles réfléchissants où l'on peut voir notre reflet.
L'œuvre est exposée du 10 mai au 21 juin 2012 ; l'édition de Monumenta étant sous la responsabilité de Marc Sanchez (commissaire et directeur de la production artistique au Centre national des arts plastiques). Elle a accueilli 259 041 visiteurs.

### Emilia et Ilya Kabakov (2014)
Initialement prévue pour 2013, l'exposition de Emilia et Ilya Kabakov est annulée en septembre 2012 en raison de contraintes budgétaires et reportée à 2014.
10 mai - 22 juin 2014 : Pour la sixième édition de Monumenta, Ilya et Emilia Kabakov, artistes d’origine soviétique, proposent au public de se perdre dans le dédale d’une ville utopique, L’Étrange Cité. 
L'édition de Monumenta organisée par la Réunion des musées nationaux et du Grand Palais des Champs-Élysées était sous la responsabilité de Jean-Hubert Martin. Elle a accueilli 145 228 visiteurs.

### Huang Yong Ping (2016)
Empires est une installation composée de 305 conteneurs, du squelette d'un serpent et d'un bicorne géant. Pour Huang Yong Ping, c'est un paysage, qui représente le commerce mondial actuel. Les conteneurs forment des collines entre lesquelles circule le squelette d'un serpent qui symbolise entre autres le cheminement des produits exportés/importés, la mutation du monde, et le chemin tortueux qu'il faut emprunter pour arriver au pouvoir. Le bicorne est la réplique de celui que portait Napoléon à la bataille d'Eylau. Placé légèrement de biais, il évoque la fragilité des empires politiques et économiques, qui finissent par tomber.